# 6238 Septimaclark
6238 Septimaclark eller 1989 NM är en asteroid i huvudbältet som upptäcktes 2 juli 1989 av den amerikanske astronomen Eleanor F. Helin vid Palomar-observatoriet. Den är uppkallad efter den amerikanska människorättsaktivisten Septima Poinsette Clark.
Asteroiden har en diameter på ungefär 7 kilometer.